# Teodor Axentowicz
Teodor Axentowicz (armeană Թեոդոր Աքսենտովիչ) (n. 13 mai 1859 în Brașov - d. 26 august 1938, Cracovia) a fost un pictor realist, desenator și grafician polonez, armean de origine română, profesor și rector al Academiei de Arte Frumoase din Cracovia.  Ca artist, Axentowicz a fost renumit pentru portretele, scenele și peisajele cu huțulii din Transilvania.

## Viața personală
Teodor Axentowicz s-a născut la data de 13 mai 1859 în Brașov, Ungaria (acum România) într-o familie de polonezi de origine armeană. Axentowicz s-a căsătorit în anul 1893 cu Iza Henrietta Gielgud care era mătușa lui John [Arthur] Gielgud și Val Gielgud în Chelsea, Londra. Studiază la Academia de Arte Frumoase din München între anii 1879 și 1882, după care se stabilește la Paris unde a fost elevul lui Carolus-Duran până în anul 1895. În tot acest timp el a început o colaborare pe termen lung cu diverse reviste. La aceste redacții făcea copii după lucrările lui Tizian și Botticeli pentru ilustrarea revistei Le Monde. Prima sa funcție a fost cea de copist. A făcut concomitent numeroase călătorii la Roma și Londra, unde a realizat multe din portretele sale.

## Carieră
Axentowicz  a început în anul 1894 o colaborare strânsă cu Wojciech Kossak și Jan Styka la realizarea celei mai mari picturi panoramice din istoria artei poloneze, intitulată Racławice Panorama. În anul 1895, Teodor se mută la Cracovia unde a îndeplinit funcția de profesor la Academia de Arte Frumoase din localitate. A fost, în această perioadă, foarte activ pe plan social, fiind un colaborator fervent la diverse societăți dedicate promovării artelor. Astfel, el fondează în 1897 un conservator artistic pentru femei și mai apoi face parte din grupul membrilor fondatori ai Societății artiștilor polonezi „Sztuka”: Józef Chełmoński, Julian Fałat, Jacek Malczewski, Józef Mehoffer, Jan Stanisławski, Włodzimierz Tetmajer, Leon Wyczółkowski și Stanisław Wyspiański. În anul 1910, Teodor Axentowicz devine rector al Academiei din Cracovia și din anul 1928 a fost membru de onoare al Galeriei Naționale de Artă Zachęta. El a murit la 26 august 1938 la Cracovia.
În timpul vieții sale, Teodor Axentowicz a deschis o mulțime de expoziții de artă în Polonia și străinătate. A fost distins cu numeroase medalii de aur la expozițiile naționale și cele internaționale de pictură. Cele mai notabile expoziții au fost în Berlin (1896, 1913), St. Louis (1904), München (1905, 1935), Londra (1906), Roma (1911), Veneția (1914, 1926), Paris (1921), Chicago (1927) și Praga (1927). Picturile artistului pot fi regăsite în aproape toate colecțiile publice din Polonia precum și în numeroase colecții private, poloneze și străine.
Cu ocazia Târgului de la St. Louis, Axentowicz a primit un premiu comemorativ ce recunoaște meritele sale în legătură cu Departamentul de Artă Național. La Paris, a primit prestigiosul premiu de Ofițer al Academiei Ordre des Palmes și devine membru al Academiei Beaux - Arts din Paris.
Teodor Axentowicz a fost membru artiștilor Sztuka, membru al Secesiunii vieneze și al mișcării Künstlerbund Hagen.

## Premii
- 1909, a fost înnobilat de către Franz Joseph I al Austriei la Ordinul Coroanei de Fier (Austria) .
- 1923, a fost decorat cu Crucea Comandorului cu Steaua Ordinului de Merit al Republicii Polone .
- 1929, a primit Medalia Deceniului a celei de a doua republică poloneză .
- 1929, a fost distins cu Medalia de aur la Expoziția Universală de la Poznan .
- 1936, a fost decorat Ordinul Polonia Restituta

## Galerie imagini

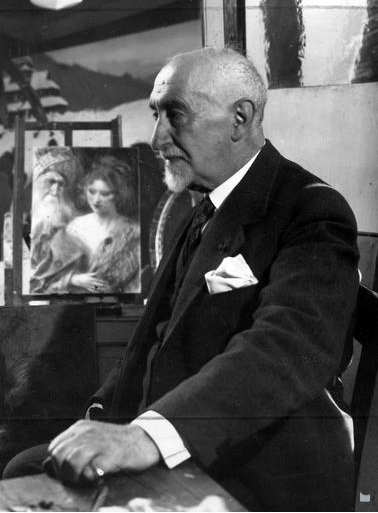
Teodor Axentowicz
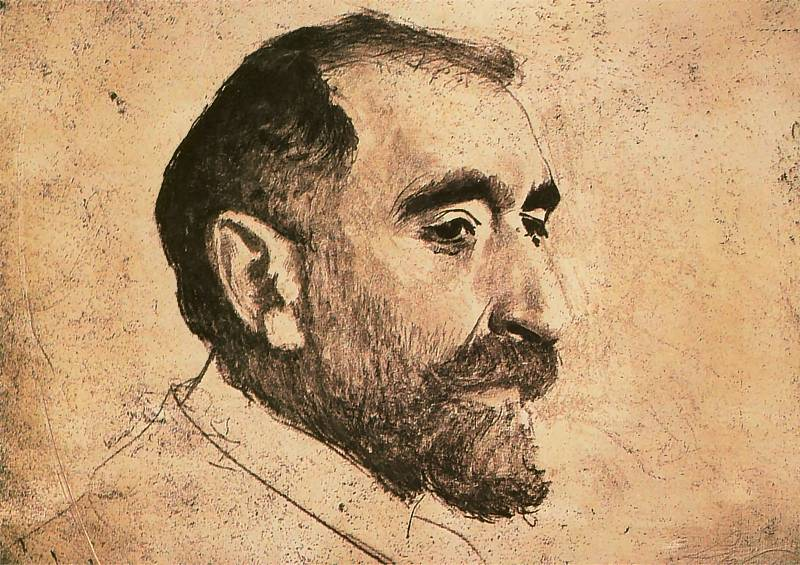
Autoportret, 1907
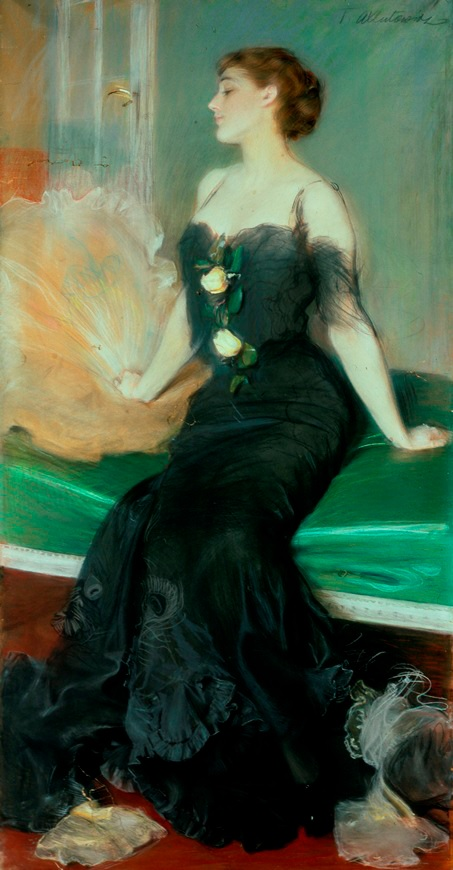
Pastel, 1906
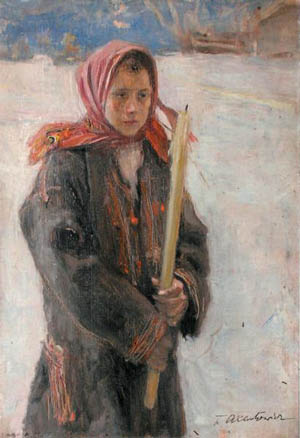
„În întâmpinarea Domnului”, 1937
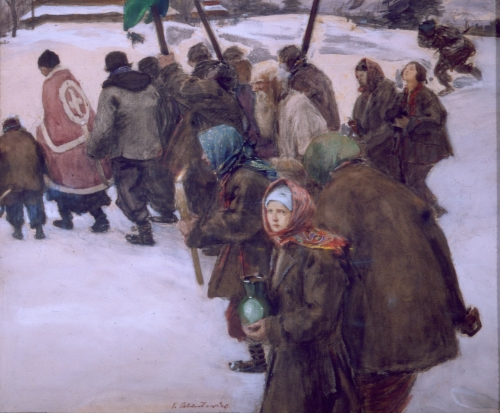
„De Bobotează”, 1937
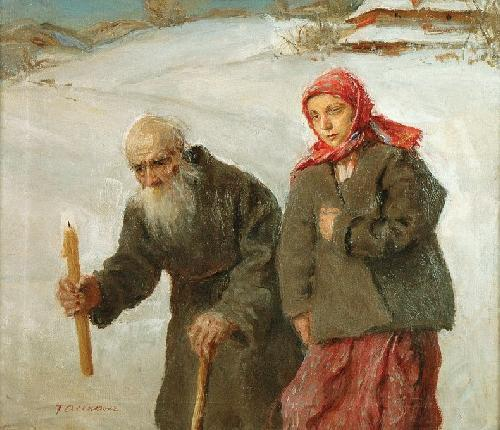
„În întâmpinarea Domnului”, 1937

## Personalități artistice
Personalități ale căror profesor a fost Teodor Axentowicz:
- Léopold Gottlieb
- Alfred Macalik
- Edward Rydz-Śmigły
- Johann Wilhelm von Tscharner
- Leonard Wintorowski